# Catalonia Today
Catalonia Today is een Engelstalig maandblad uit Catalonië. Het werd opgericht in 2004 door Carles Puigdemont i Casamajó samen met  Stephen Burgen, in die tijd de correspondent voor het dagblad  The Times, in samenwerking met het dagblad El Punt.
Het ging er om een antwoord te bieden aan de vraag naar informatie over Catalonië van anderstaligen, vooral voor de vele buitenlanders die zich daar in de loop der tijd gevestigd hebben. De publicatie biedt ook telkens thematische tweetalige lexica voor Catalanen die Engels leren. Matthew Tree, Martin Kirby, Xevi Virgo, Joan Ventura en Emma Ansola behoren tot de regelmatige publicisten.
In 2010 kreeg het blad de prijs Premi Memorial Francesc Macià van de stichting  Fundació Josep Irla voor zijn bijdrage tot het behoud van de Catalaanse cultuur. Het publiceert ook elke dag twee pagina's Engelstalig nieuws als bijlage in het dagblad El Punt Avui.